# Wöchentlicher Hannoverischer Intelligenz-Zettul und Anzeige
Der Wöchentliche Hannoverische Intelligenz-Zettul und Anzeige war eine 1732 bis 1735 in Hannover erschienene Zeitung. Sie gilt nach der Europäischen Montagszeitung beziehungsweise der Europäischen Freytagszeitung als älteste hannoversche Zeitung und war die Vorläuferin der Hannoverschen Anzeigen und des Hannoverischen Magazins.
Von der Erstausgabe des Intelligenz-Zettuls, die wohl am 29. Januar 1732 erschien, konnte bisher kein Exemplar mehr aufgefunden werden. Die letzte Ausgabe, die die Gottfried Wilhelm Leibniz Bibliothek überliefert, erschien am 21. Juli 1735.
Der Intelligenz-Zettul kam anfänglich dienstags heraus, ab Februar 1734 donnerstags. Im Jahresabonnement kostete er 2 Reichstaler.

## Inhalt
Der Intelligenz-Zettul war in erster Linie ein Anzeigenblatt: Neben Offerten hinsichtlich An- und Verkauf, Verpachtung und Versteigerung von beweglichen Gütern und Immobilien wurden Familiennachrichten mitgeteilt, die seit der sechsten Nummer abgelöst wurden durch „Ankommende und abreisende Personen“. Außerdem wurden amtliche Anordnungen bekanntgemacht.
Im Intelligenz-Zettul finden sich erste Ansätze von lokaler Berichterstattung; Sensationsmeldungen wurden in der Regel aus anderen Blättern übernommen. Eine Ausnahme davon bildete ein ausführlicher Bericht über die Beerdigung des ersten hannoverschen Ehrenbürgers, Feldmarschall Cuno Josua von Bülow, am 26. August 1733.